# Barvinkove
Barvinkove (en ukrainien : Барвінкове, en russe : Барвенково, Barvenkovo) est une ville de l'oblast de Kharkiv, en Ukraine. Sa population s'élevait à 7 840 habitants au 1er janvier 2022.

## Géographie

Le bassin du Kazenny Torets

### Situation
Barvinkove est située à 132 km au sud-est de Kharkiv et à 440 km à l'est-sud-est de Kiev.
La ville se situe dans les confins sud-est de l'oblast de Kharkiv, non loin de celui de Donetsk, sur la rivière Soukhyï Torets, un sous-affluent de la rivière Donets, via la rivière Kazenny Torets.

### Transports
Par la route, Barvinkove se trouve à 43 km d'Izioum, à 60 km de Kramatorsk, à 163 km de Kharkiv et à 570 km de Kiev.

## Histoire

### XXesiècle
Barvinkove a le statut de ville depuis 1938.

#### Seconde Guerre mondiale
La région de Barvinkove ou Bervenkovo fut le théâtre de violents combats pendant la Seconde Guerre mondiale. En janvier 1942, l'offensive soviétique Barvenkovo-Lozavaïa, menée par le front du Sud et le front du Sud-Ouest de l'Armée rouge, tenta de reprendre Kharkiv.
Le 24 janvier, Barvenkovo fut reprise par la 9e armée soviétique notamment aux dépens de la Légion Wallonie. Le colonel d'un régiment de chars, E. G. Pouchkine, s'illustra au cours de cette opération. Mais le saillant de Barvenkovo ainsi formé fut attaqué en mai 1942 par la XVIIe Armée allemande et la Première Armée Panzer.
Barvenkove devint un piège pour les 6e et 57e armées soviétiques, qui ne purent briser l'encerclement et perdirent beaucoup d'hommes et de matériels. Barvenkovo fut reprise par l'Armée rouge le 10 septembre 1943.

## Population
Recensements (*) ou estimations de la population :
| 1939*  | 1959*  | 1970*  | 1979*  | 1989*  | 2001*  |
| ------ | ------ | ------ | ------ | ------ | ------ |
| 16 633 | 13 476 | 15 318 | 15 241 | 14 889 | 12 998 |

| 2011   | 2012  | 2013  | 2014  | 2015  | 2016  |
| ------ | ----- | ----- | ----- | ----- | ----- |
| 10 205 | 9 950 | 9 709 | 9 465 | 9 290 | 9 013 |

| 2017  | 2018  | 2019  | 2020  | 2021  | 2022  |
| ----- | ----- | ----- | ----- | ----- | ----- |
| 8 833 | 8 660 | 8 534 | 8 309 | 8 110 | 7 840 |

## Galerie

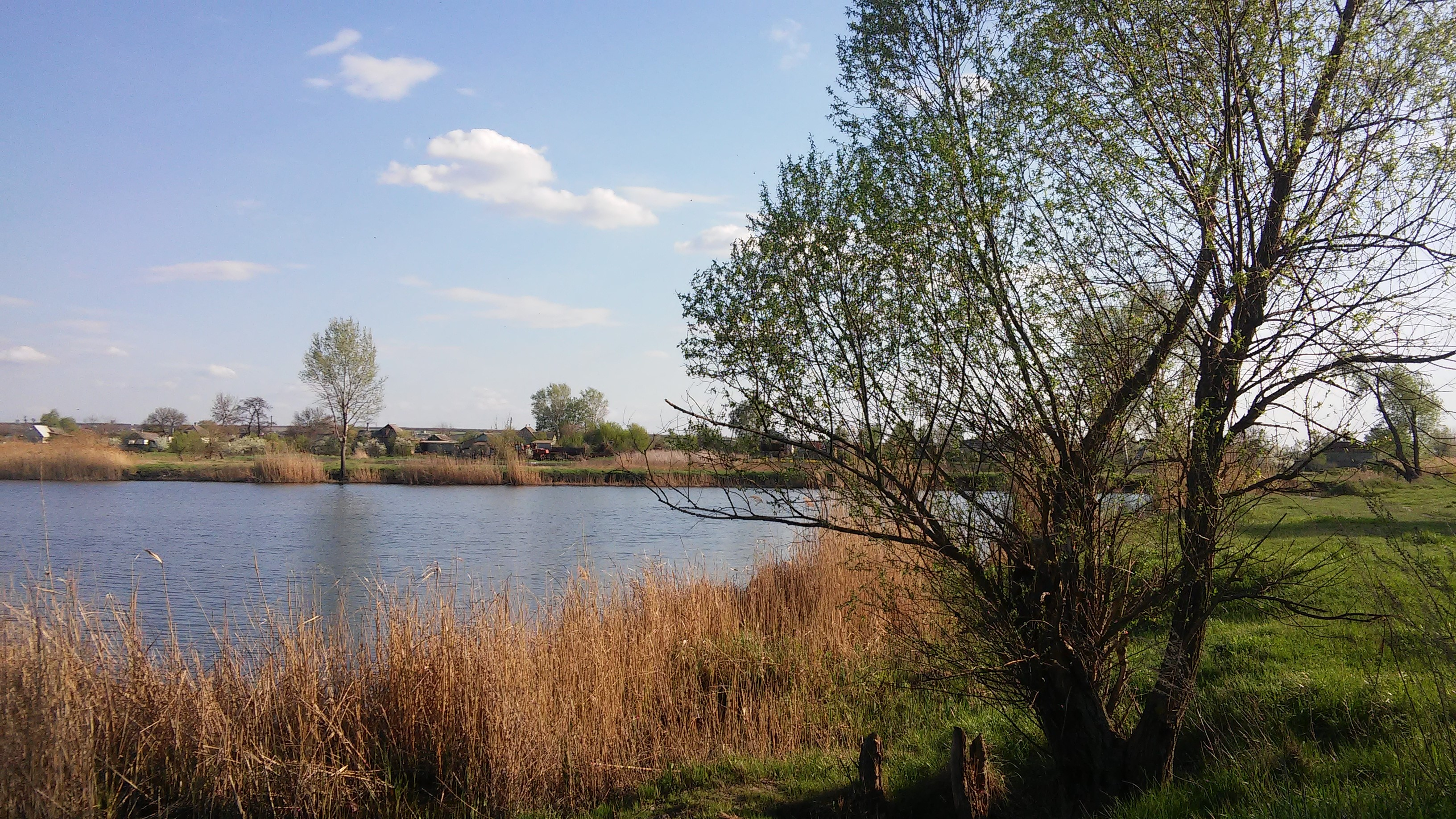
Rivière Soukhyï, près du nouveau pont.
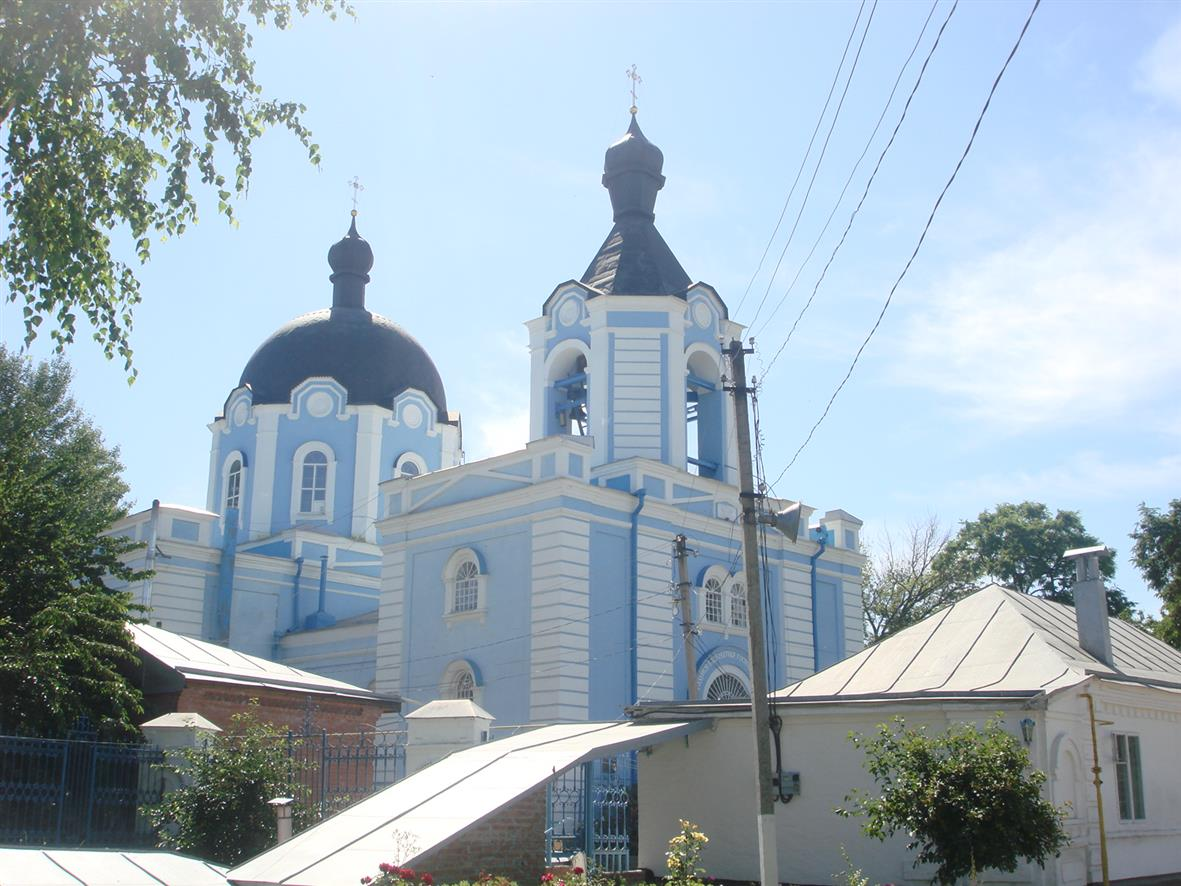
Église à Barvinkove.